# Gilla Pátraic mac Donnchada
Gilla Pátraic mac Donnchada (m. en 996) fue rey de  Osraige y es el ancestro epónimo de los Mac Giolla Phádraigs (Fitzpatricks). 

## Reinado
Gilla Pátraic es hijo de Donnchad mac Cellaig y de su esposa Echrad ingen Matudán. Donnchad mac Cellaig, es descendiente del célebre rey de Osraige Cerball mac Dúnlainge. Sucede a su padre en 976 . En 982 Brian Boru ataca su reino pero no consigue imponerle la suzeranía. Dos años más tarde durante una segunda campaña del rey de Munster su reino es destrozado y él es capturado, teniendo que entregar rehenes .
Después de un reinado de 21 años, Gilla Pátraic muere a manos de Donndubán, hijo de Ivar, rey de los Vikingos de Waterford, y Domhnall mac Faelain, rey de los Déisi . Ese mismo año Donndubán es asesinado por los Hombres de Leinster en venganza por el asesinato de Diarmait mac Donchadha, rey de Uí Cheinnselaigh que había sido asesinado a traición ese mismo año
Tuvo cinco hijos con su esposa Malemuireilː Donnchad mac Gilla Pátraic, rey de Osrage y rey de Leinster; Dunghal (m. en 1016); Tadhg (cegado en  1027); Diarmaid (m. en 1036); Muircheartach leth ri (m. en 1041).